# رسالة يهوذا
رسالة يهوذا هي أحد أسفار العهد الجديد التي تصنف ضمن رسائل الكاثوليكون التي يعتقد أن كاتبها هو يهوذا تداوس أحد رسل المسيح الإثنا عشر، يعرِّف الكاتب عن نفسه في مطلعها بهذا الشكل (يهوذا عبد يسوع المسيح وأخو يعقوب إلى المدعوين المقدسين في الله الآب، والمحفوظين ليسوع المسيح)، بشكل عام يوصف هذا السفر من قبل شرَّاح الكتاب المقدس بأنه رسالة تشجيع للمؤمنين ضد شرور «الفجَّار» الذين تنتظرهم دينونة الله في «اليوم العظيم». لاقَ هذا السفر استحسان مجموعة من آباء الكنيسة مثل ترتليانوس وأوريجانوس وإيرونيموس ولكن قبوله كأحد أسفار العهد الجديد القانونية تأخر حتى القرن الخامس بالنسبة للكنائس الشرقية واللاتينية.

## كاتب الرسالة
تختلف الآراء حول حقيقة كاتب هذا السفر ففي العهد الجديد عُرف أكثر من شخص باسم يهوذا:
1. يهوذا الملقب بلباوس وتداوس وهو من جملة رسل المسيح الإثنا عشر وعرف بأنه أخ يعقوب [3]، وهناك شكوك حول أن يكون هو كاتب هذا السفر لآن التاريخ المقدر لكتابة الرسالة هو لاحق لتاريخ مقتل هذا الرسول.
2. يهوذا أخو يسوع أو أحد أقرباءه [4] والذي كان له أيضا أخ اسمه يعقوب الذي يعتقد أنه من رأس مجمع الرسل [5] ولكن احتمال أن يكون هو الكاتب ضعيف بعض الشئ لأنه من شبه المؤكد أن النسخة الأصلية للرسالة كتبت باللغة اليونانية اللغة التي كان يهوذا هذا يجهلها على الأغلب، مع ذلك يميل الكثير من الباحثين المسيحيين التقليديين إلى أنه صاحب هذه الرسالة.
3. يهوذا الإسخريوطي [6]، ليس هو الكاتب بشكل قاطع بالنسبة للتقليد المسيحي لأنه بحسب رواية الأناجيل كان قد ارتد عن المسيح وانتحر فهو إذا لم يكن حيا في وقت تشكل الجماعات المسيحية الأولى لكي يبعث لهم بالرسائل والتوجيهات كما أنه كان قد مات بوقت طويل لتاريخ كتابة الرسالة.
4. يهوذا الدمشقي وهو المذكور في سفر أعمال الرسل [7] حيث كان شاول مقيما عنده عند وصوله إلى دمشق بعد أن ظهر له المسيح في الطريق بحسب رواية السفر، وهذه الرجل مجهول ولايعرف عنه شيئا غير الوارد سابقا.
5. يهوذا برسابا وهو أحد الرجلين الذين أُرسلا مع بولس وبرنابا بتكليف من مجمع أورشليم إلى أنطاكية لإعلان موقف الكنيسة من المؤمنين ذو الخلفية غير اليهودية [8]، ولانعرف الكثير عن هذا الرجل أيضا.

ويطرح دارسوا العهد الجديد والتاريخ المسيحي احتمالات مختلفة حول حقيقة شخصية الكاتب، فالبعض يعتقد بأنه أحد تلاميذ الرسول يهوذا الذي اعتنق المسيحية على يدي هذا الأخير وهو يهودي ذو خلفية هيلينية لذلك كان من الطبيعي أن يكتب الرسالة باللغة اليونانية التي يتقنها وينسبها إلى معلمه الذي أعتنق المسيحية بفضله، كما أنه أشبع نص الرسالة بإشارات من العهد القديم حتى أنه استشهد بنبوة لأخنوخ موجودة ضمن مجموعة من الأسفار اليهودية غير القانونية. ويذهب آخرون إلى أن الكاتب هو من مسيحي الجيل الثاني أو الثالث من رجالات الديانة المسيحية.

## مضمون الرسالة
- التحية الافتتاحية للمدعوين أي المؤمنين بالمسيح والصلاة لأجلهم لينعم الله عليهم بالرحمة والسلام والمحبة أي العناصر الأساسية للحياة المسيحية بحسب التقليد الكنسي [9]
- شرح الكاتب سبب كتابته للرسالة وهو اضطراره لتنبيه المؤمنين من أخطار الفجَّار الذين تغلغلوا في الجماعة المسيحية لبلبلة إيمانها [10]
- التأكيد على أن الله سوف يعاقب هؤلاء المعلمين الكذبة كما عاقب من قبلهم بني إسرائيل الذين لم يؤمنوا في البرية، ومثلما أمر بسجن الملائكة الأشرار بقيود أبدية، وأخيرا كما عاقب زنى مدينتي سدوم وعمورة ودمرهما بالكامل [11]
- الحديث عن اوصاف المعلمين الكذبة وعن العقاب والدينونة المعدة لهم، والتطرق لقصة خلاف ميخائيل رئيس الملائكة مع إبليس حول مصير جسد موسى [12]
- دعوة المؤمنين على الاجتهاد في ثباتهم في محبة الله على الرغم من كل الصعاب والفجور الذي يرونه حولهم [13]
- كيفية السلوك الإيماني على الصعيدين الشخصي والجماعي [14]
- التحية الختامية وتمجيد الإله «الحكيم والمخلص».[15]

## الجدال حول قانونية الرسالة
قال القديس إغناطيوس زكا الأول عيواص:

## مواضيع ذات صلة
- يهوذا
- رسائل الكاثوليكون

## مواقع خارجية
- مؤلفات الخوري بولس الفغالي
- تفسير العهد الجديد-القمص تادرس يعقوب الملطي
- نداء الرجاء - دراسة في رسالة يهوذا